# La habitación de los reptiles
La habitación de los reptiles es la segunda novela de la serie Una serie de eventos desafortunados por Lemony Snicket.

## Argumento
La segunda historia de los huérfanos Baudelaire comienza con los niños viajando a través del Camino Piojoso en el pequeño coche del Sr. Poe, hacia la casa de su siguiente tutor, el Dr. Montgomery Montgomery, un herpetólogo. Según el Sr. Poe, el Dr. Montgomery es "el hermano de la mujer del primo del padre" de los Baudelaire.
El Dr. Montgomery, o Tío Monty como prefiere ser llamado, es un hombre bajo y regordete con el rostro redondo y colorado, y es muchísimo más amistoso que su tutor anterior, el Conde Olaf. El Tío Monty les menciona a los niños que pronto irán a una expedición a Perú una vez que llegara su nuevo asistente, Stephano. El mencionó que su viejo asistente, Gustav, repentinamente había renunciado.
(Gustav posiblemente se refiere a Gustav Sebald).

Monty trata bien a los niños, y ellos se encuentran fascinados por la variedad de serpientes en la Habitación de los Reptiles, un gran salón en el que todas sus serpientes se encuentran. Ellos conocieron a la víbora increíblemente mortal, la cual Montgomery acababa de descubrir. El nombre de la serpiente es impropio ya que la verdad es completamente inofensiva. El tío Monty tiene la intención de usarlo como una broma para practicarla en la sociedad Herpetología y como una especie de venganza por lo que todos sus compañeros lo molestaban diciéndole cosas como "¿Cómo está? ¿cómo está? Montgomery Montgomery" (haciendo burla de su apellido).
Cuando Stephano llegó, los niños rápidamente se dieron cuenta de que en verdad era el Conde Olaf disfrazado, a pesar del disfraz de Stephano (se había afeitado la ceja, dejado la barba y cubrió su tatuaje de ojo con maquillaje). Deseaban decírselo a Tío Monty, pero Olaf los amenaza con una faca. Así, esa noche los tres niños intentan pensar en cuál podría ser el plan de Olaf y así también los días siguientes. Hubo un momento en el que Monty les dice a los Baudelaire lo que piensa sobre Stephano: que él es en realidad un espía de la sociedad herpetología y había venido a robarse la víbora increíblemente mortal, por ello es que rompió el boleto de Stephano a Perú .
El día en el que iban a partir hacia Perú, descubrieron los niños el cadáver de Tío Monty en la Habitación de los Reptiles. Él tiene dos pequeños agujeros pintados bajo un ojo, y Olaf afirma que ha sido mordido por la serpiente venenoso, la Mambo du Mal.
Olaf insiste en llevárselos a Perú como estaba planeado, donde puede secuestrar a los niños con facilidad. En fin, mientras se alejaban del lugar, el coche de Olaf se estrelló en el del Sr. Poe. Regresaron a la casa, y discutieron lo que debían hacer con los niños. Mientras que los Baudelaire intentan probar que Olaf fue quien asesinó a Monty, y no la serpiente. Mientras tanto llega el Dr. Lucafont y afirma que fue la Mamba du Mal la que mató a Monty.
Mientras tanto, Violet hace una especie de ganzúa para abrir la maleta de Stephano, encontrando una serie de pruebas que delatan a Stephano, lo mismo Klaus que lee información sobre la Mambo Du mal. Poco después las evidencias son presentadas a Poe. El Sr. Poe limpia el tobillo de Stephano con un pañuelo, revelando el ojo. Olaf huye de la casa y se descubre que el Dr. Lucafont es realmente uno de los ayudantes de Olaf, El hombre con ganchos en vez de manos.
La historia termina cuando la colección de reptiles de Monty son llevadas por un hombre llamado conors para un experimento de regeneración el cual salió mal